# Ижевская сталь
«Ижевская сталь» — молодёжная хоккейная команда из города Ижевск, Удмуртская Республика, которая была основана в 2013 году. Выступала во втором дивизионе МХЛ в качестве фарм-клуба клуба «Ижсталь» (из ВХЛ)..

## История
В 2011 году дубль клуба «Ижсталь» («Ижсталь-2») был переименован в «Стальные Ижи». В сезоне 2011/2012 года команда была заявлена во второй дивизион МХЛ (дивизион «Поволжье»). По итогам регулярного чемпионата команда пробилась в плей-офф с 5-го места в дивизионе, где проиграла в одной восьмой финала (0:3 в серии) клубу «Зеленоград» и заняла 14 место по итогам первого сезона МХЛ-Б.
1 июля 2012 года команда была расформирована клубом «Ижсталь» по финансовым причинам. Восстановлена в 2013 году под названием «Ижевская сталь» и вновь заявлена во МХЛ-Б (дивизион «Поволжье»). По итогам сезона клуб занял предпоследнее 13-е место.
С 2014 года фарм-клубом «Ижстали» и преемником «Ижевской стали» в качестве участника МХЛ-Б стал бывший участник Российской хоккейной лиги — глазовский «Прогресс», который был «перевезён» в столицу Удмуртии (в 2016 году клуб вернулся в Глазов).

## Арена
Домашняя арена — Учреждение культуры и спорта «Ледовый дворец „Ижсталь“». Вмещает 3 900 человек.